# Lac Aydar
Le lac Aydar ou lac Aydarkul (en russe : Айдаркўл) est un lac salé artificiel en Ouzbékistan dans le sud-est du désert du Kyzylkoum, faisant partie du système de lacs avec les Lacs d'Arnasay (uz) et le lac Tuzkon (en).

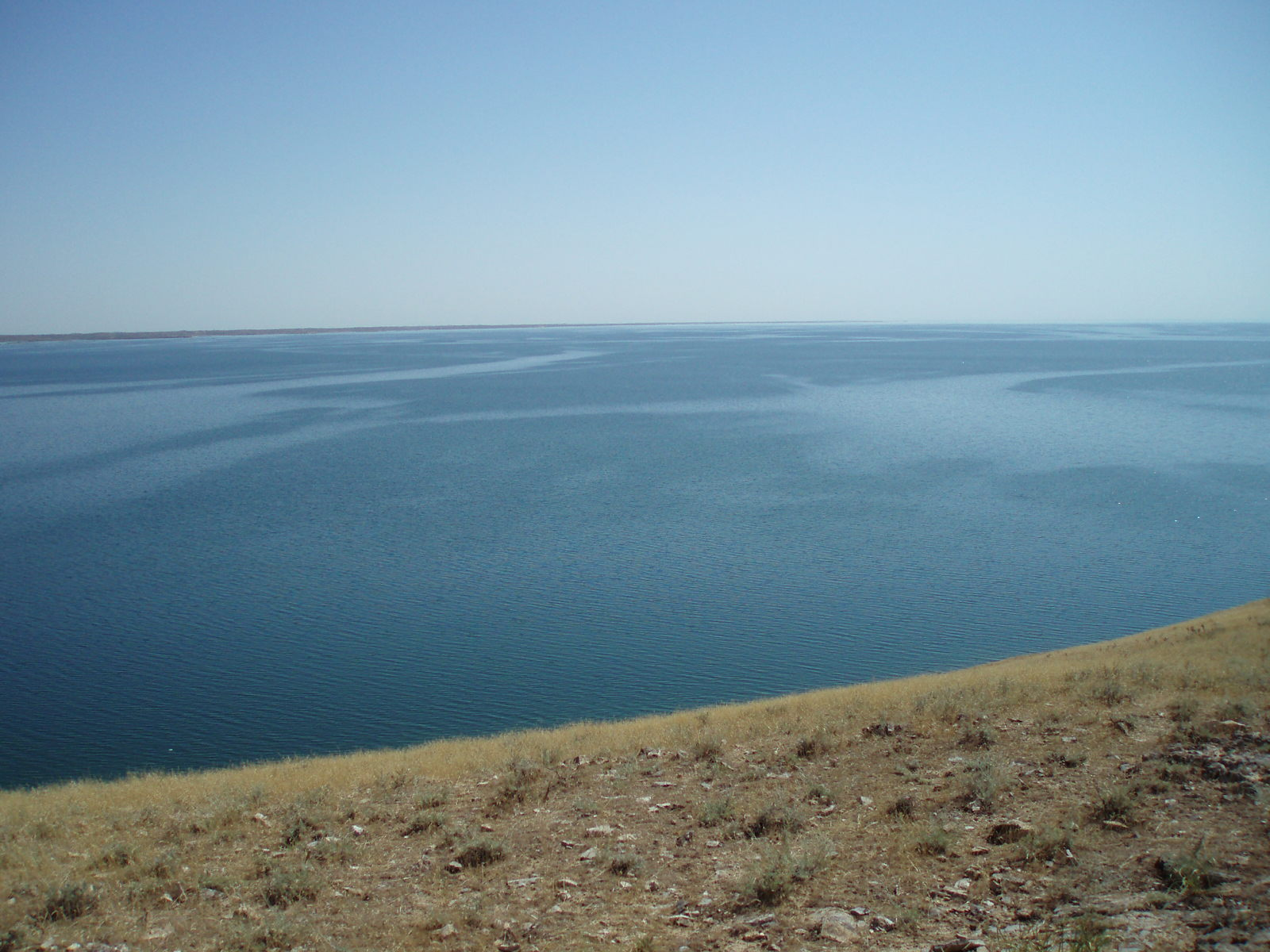
Le lac Aydar, Ouzbékistan.

Ce lac artificiel qui existe depuis 1970 occupe une vaste dépression saline (la plaine d’Arnasay) au sud-est du désert du Kyzylkoum près de la frontière du Kazakhstan.
Il est alimenté par les débordements du fleuve Syr-Daria que contrôle le Barrage de Shardara (de) au Kazakhstan.
En 2005, le lac a un volume de 44,3 km3, sur une longueur de 250 km et une largeur de 15 km, sur une superficie de 3 000 km2[réf. nécessaire].